# Dragon Ball Z: Budokai 2
Dragon Ball Z: Budokai 2, pubblicato come Dragon Ball Z 2 (ドラゴンボールZ2?, Doragon Bōru Zetto Tsū) in Giappone, è un videogioco picchiaduro, secondo della serie Budokai basato sull'universo di Dragon Ball.

## Modalità di gioco
Rispetto al suo predecessore, Dragon Ball Z: Budokai 2 presenta molti più personaggi (con più trasformazioni) e l'immagine diventa molto risoluta. Viene anche aggiunto l'arco della Saga di Majin Bu, che era assente nel predecessore, e vengono aggiunti fusioni e trasformazioni mai apparse nella serie di Dragon Ball (es. La Fusione, con la danza di Metamor di Tenshinhan e Yamcha, oppure tramite gli orecchini Potara di Goku e Mr. Satan).
La modalità Storia in Budokai 2 è una sorta di gioco da tavolo chiamato "Dragon World". In questa modalità, il giocatore prende la parte di Goku che, insieme a uno o più alleati, viaggia intorno ai 9 (10, nella versione 2V del gioco) livelli  sconfiggendo i nemici e raccogliendo oggetti come denaro, capsule o Sfere del Drago. Una volta aver terminato questa modalità, se tutte e sette le Sfere del Drago sono state raccolte, il giocatore sarà in grado di esprimere un "desiderio", che gli permetterà di scegliere una fra tre richieste, che comprendono le capsule "Rottura" (che permette al giocatore di usare tutte le mosse di un personaggio e abilità in una sola volta), le capsule della Fusione/Potara, e la nuova modalità "Navicella di Babidy".

## Personaggi giocabili
- Goku
- Gohan (ragazzo)[2]
- Gohan
- Gt. Saiyaman[2]
- Videl[2]
- Piccolo
- Crilin
- Yamcha[2]
- Tenshinhan
- Mr. Satan[2]
- Kaiohshin[2]
- Darbula
- Majin Bu
- Super Bu
- Kid Bu
- Androide N° 20[2]
- Cell[2]
- Androide N° 18[2]
- Androide N° 17[2]
- Androide N° 16[2]
- Frieza[2]
- Ginyu[2]
- Recoome[2]
- Radditz[2]
- Nappa[2]
- Vegeta[2]
- Trunks[2]
- Trunks bambino
- Goten

## Doppiaggio
| Personaggio                  | Doppiatore giapponese        | Doppiatore americano             |
| ---------------------------- | ---------------------------- | -------------------------------- |
| Goku                         | Masako Nozawa                | Sean Schemmel                    |
| Gohan (ragazzo)              | Masako Nozawa                | Stephanie Nadolny                |
| Gohan                        | Masako Nozawa                | Kyle Hebert                      |
| Great Saiyaman               | Masako Nozawa                | Kyle Hebert                      |
| Goten                        | Masako Nozawa                | Kara Edwards                     |
| Gokule                       | Masako Nozawa Daisuke Gori   | Sean Schemmel Chris Rager        |
| Vegeetto                     | Masako Nozawa Ryo Horikawa   | Christopher Sabat Sean Schemmel  |
| Gotenks                      | Masako Nozawa Takeshi Kusao  | Kara Edwards Laura Bailey        |
| Crilin                       | Mayumi Tanaka                | Don (Sonny) Strait               |
| Yamcha                       | Toru Furuya                  | Christopher Sabat                |
| Tiencha                      | Hirotaka Suzuoki Toru Furuya | Christopher Sabat John Burgmeier |
| Tenshinhan                   | Hirotaka Suzuoki             | John Burgmeier                   |
| Presentatore Torneo Mondiale | Hirotaka Suzuoki             | Eric Vale                        |
| Cell Jr.                     | Hirotaka Suzuoki             | Justin Cook                      |
| Bulma                        | Hiromi Tsuru                 | Tiffany Vollmer                  |
| Piccolo                      | Toshio Furukawa              | Christopher Sabat                |
| Radditz                      | Shigeru Chiba                | Justin Cook                      |
| Nappa                        | Syozo Izuka                  | Phil Parsons                     |
| Shenron                      | Kenji Utsumi                 | Christopher Sabat                |
| Recoome                      | Kenji Utsumi                 | Christopher Sabat                |
| Ginyu                        | Hideyuki Hori                | Brice Armstrong                  |
| Frieza                       | Ryusei Nakao                 | Linda Young                      |
| Mecha Frieza                 | Ryusei Nakao                 | Linda Young                      |
| Vegeta                       | Ryo Horikawa                 | Christopher Sabat                |
| Trunks (adolescente)         | Takeshi Kusao                | Eric Vale                        |
| Trunks (bambino)             | Takeshi Kusao                | Laura Bailey                     |
| Androide Nº 16               | Hikaru Midorikawa            | Jeremy Inman                     |
| Androide Nº 17               | Shigeru Nakahara             | Chuck Huber                      |
| Androide Nº 18               | Miki Ito                     | Meredith McCoy                   |
| Dr. Gero                     | Koji Yada                    | Kent Williams                    |
| Cell                         | Norio Wakamoto               | Dameon Clarke                    |
| Mr. Satan                    | Daisuke Gori                 | Chris Rager                      |
| Videl                        | Yuko Minaguchi               | Kara Edwards                     |
| Kaiohshin                    | Yuji Mitsuya                 | Kent Williams                    |
| Kabitoshin                   | Yuji Mitsuya                 | Kent Williams                    |
| Kibith                       | Shin Aomori                  | Chuck Huber                      |
| Darbula                      | Ryuzaburo Otomo              | Rick Robertson                   |
| Kid Bu                       | Kozo Shioya                  | Josh Martin                      |
| Majin Bu                     | Kozo Shioya                  | Josh Martin                      |
| Super Bu                     | Kozo Shioya                  | Justin Cook                      |
| Babidy                       | Joji Yanami                  | Duncan Brannan                   |
| Dr. Brief                    | Joji Yanami                  | Chris Forbis                     |
| Saibaiman                    | Yusuke Numata                | Josh Martin                      |
| Voce sistema                 | -                            | Lane Pianta                      |